# Spongodes inordinata
Spongodes inordinata är en korallart som först beskrevs av Tixier-Durivault 1970.  Spongodes inordinata ingår i släktet Spongodes och familjen Nephtheidae. Inga underarter finns listade i Catalogue of Life.